# Chamonix orange

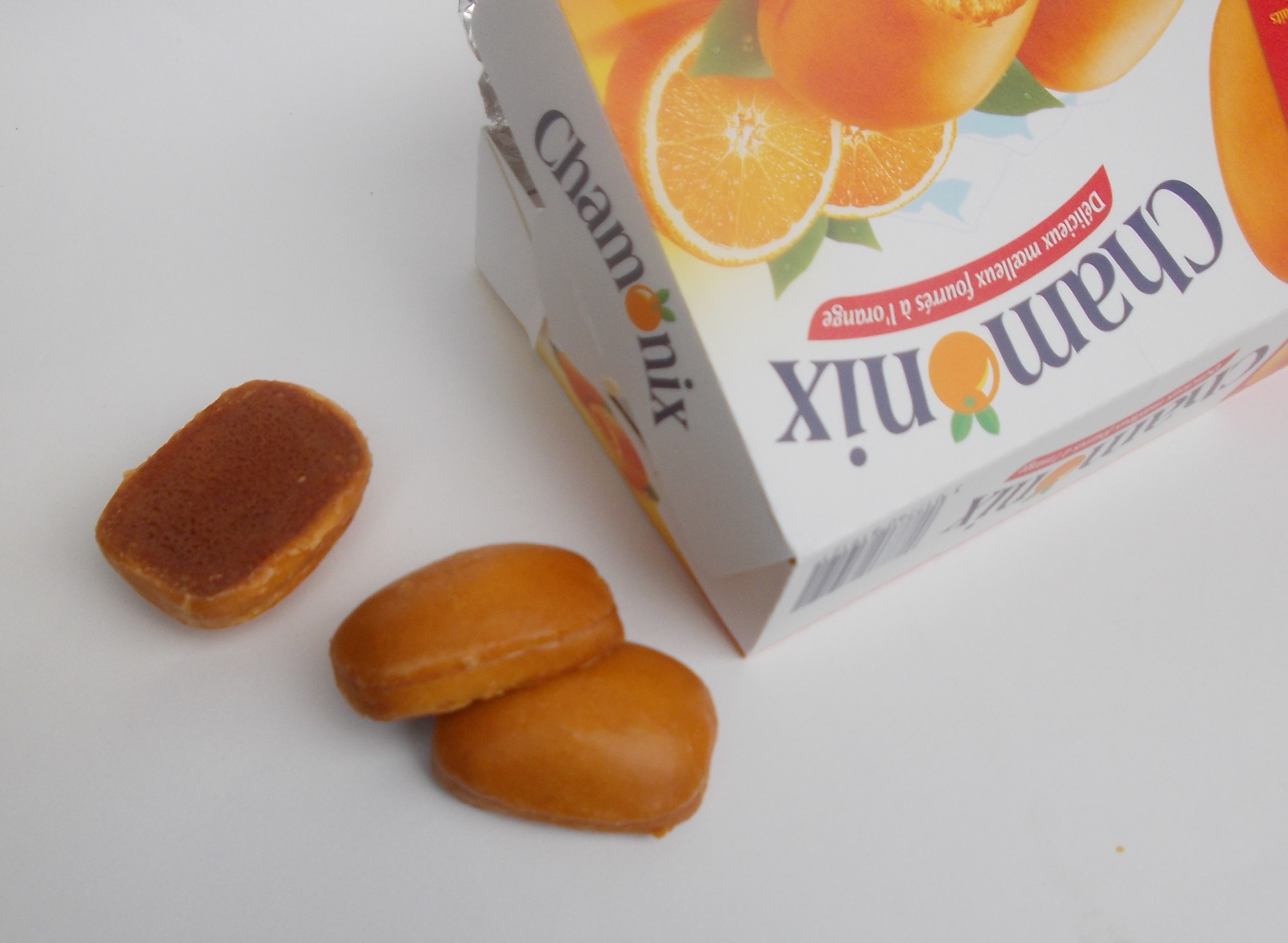
Chamonix orange de LU

Chamonix orange, ou simplement Chamonix, est une marque de petits gâteaux arrondis, fourrés à la gelée d'orange, recouverts d'un glaçage à l'orange, inspirés des nonnettes. Créée dans l'entre-deux-guerres par la biscuiterie L'Alsacienne, la marque devient par la suite la propriété de LU (LU acheté par le groupe Danone puis revendu à Kraft Foods).

## Présentation et composition

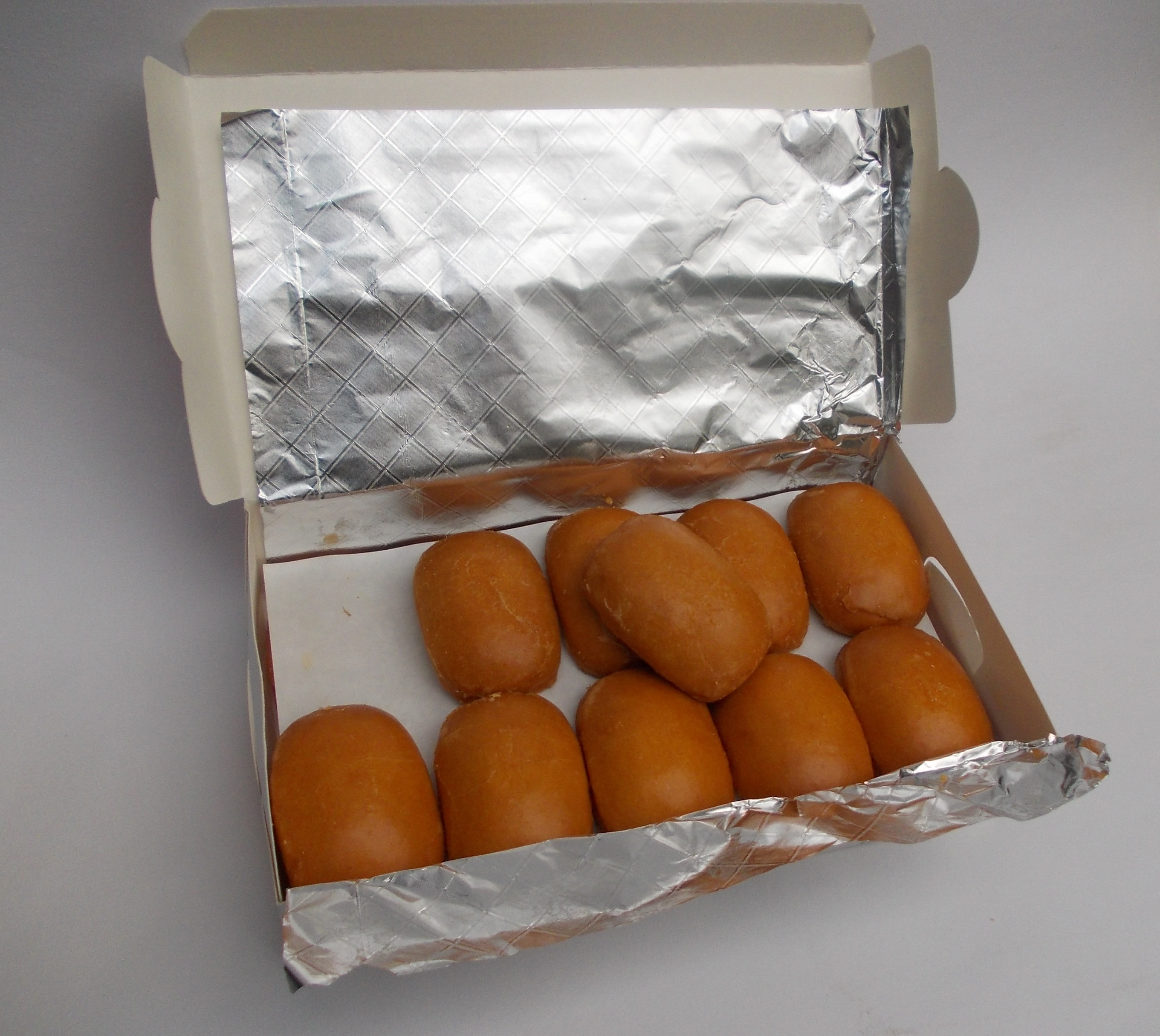
Boîte de Chamonix orange ouverte

Le conditionnement des Chamonix orange se présente sous la forme d'une boîte en carton à l'intérieur de papier aluminium comportant deux étages séparés par une feuille de deux rangées de biscuits. Il y a eu cependant des versions en boîtes métalliques décorées.
Un Chamonix contient du sirop de glucose-fructose, de la farine de blé, du sucre, de la purée d’orange, du jus d’orange concentré, de la matière grasse végétale, du jaune d’œuf en poudre, un stabilisant (glycérol), poudre à lever (carbonate d’ammonium), gélifiant (pectines), acidifiant (acide citrique), arômes et conservateur, ainsi qu'une épice utilisée comme colorant : le roucou, qui donne la couleur rouge orangé au glaçage,.

## Histoire
Selon Cliomédia, à propos des produits de la biscuiterie L'Alsacienne, la création de ces petits gâteaux par cette biscuiterie s'est faite avant 1939, mais elle pourrait être postérieure à cette date. Après la guerre, L'Alsacienne est en concurrence avec deux autres entreprises, dont une qui nomme un biscuit Le Megève. Le fourrage à base d'orange se fait à la main jusque dans les années 1950. Dès l'après-guerre, la marque bénéficie d'une bonne renommée grâce à la publicité.
Dans les années 1960, dans chaque paquet de Chamonix orange est inséré un  petit drapeau d'un pays européen permettant aux enfants de se familiariser avec l'Europe. La marque propose un « drapeaurama », carte panoramique de l'Europe avec un cadre pour fixer les petits drapeaux métalliques dans des encoches.
« L'Alsacienne » est rachetée par BSN, puis fusionne avec Belin et LU, et la marque disparaît en 1994, remplacée par celle de LU. Sur le dessus de l'emballage, il n'est alors plus fait mention que de « Chamonix ». LU est la propriété du groupe Danone, avant que sa branche biscuiterie ne soit revendue à Kraft Foods en 2007. La partie de cette dernière qui n'est pas nord-américaine devient la même année Mondelēz International.
En 2012, le chef pâtissier Christophe Michalak publie Le gâteau de mes rêves, un recueil de recettes où il revisite des desserts classiques ou reconnus, dont le Chamonix orange, qu'il confectionne avec de l'orange amère,.